# Oude Maas
De Oude Maas is een getijrivier in de Nederlandse provincie Zuid-Holland die het eiland IJsselmonde scheidt van het Eiland van Dordrecht, de Hoeksche Waard en Voorne-Putten. De rivier begint bij Dordrecht waar de Beneden-Merwede eindigt en de Noord zich afsplitst richting Rotterdam. De rivier is ruim dertig kilometer lang en heeft als zijrivieren de Dordtsche Kil en het Spui. De rivier eindigt bij Vlaardingen waar zij met de Nieuwe Maas samenvloeit tot het Scheur.

## Historie
Zoals de naam aangeeft vormde de rivier ooit de monding van de Maas. In de middeleeuwen werd de monding van de Maas gevormd door twee evenwijdig lopende stromen die in de huidige Hoeksche Waard samenkwamen en richting de Maasmonding stroomden. De noordelijke tak is de huidige Oude Maas, waarvan het oostelijke gedeelte door een doorbraak vanuit de Merwede is ontstaan. De (oudere) zuidelijke tak, de Romeins-Middeleeuwse Maas, is sinds de Sint-Elisabethsvloed vrijwel verdwenen - de huidige Binnenbedijkte Maas is hiervan nog een restant.
De zuidelijke tak werd in 1273 afgedamd bij Hedikhuizen en Maasdam, waardoor de Groote of Hollandsche Waard ontstond. Het Maaswater stroomde vanaf toen via de huidige Afgedamde Maas richting de Merwede. Van hieruit werd het water verdeeld over de vroegere noordelijke tak (de huidige Oude Maas) en de huidige Noord. Na de Sint-Elisabethsvloed verdronk de Groote Waard en werd het grootste deel van het Merwedewater (en dus het Maaswater) tussen Dordrecht en Werkendam in zuidwestelijke richting geleid (door de Biesbosch en de huidige Nieuwe Merwede, richting het Hollands Diep), haaks op de oude stroomrichting en weg van de oorspronkelijke mondingsarmen. Toch heeft een deel van het Maaswater nog lange tijd de Oude Maas kunnen bereiken, via de Beneden-Merwede (die een deel van de oorspronkelijke stroomrichting intact hield).
Na het graven van de Bergsche Maas en het afsluiten van de Afgedamde Maas kon het Maaswater de Merwede niet langer bereiken en is de Oude Maas geheel afgesneden van zijn bronrivier. Sindsdien wordt de rivier slechts gevoed door de Rijn, waarvan het een belangrijke mondingsarm is. Via de Bergsche Maas en het Hollands Diep stroomt het Maaswater nu het Haringvliet in. Overigens stromen zowel het Spui als de Dordtse Kil soms in tegengestelde richting, afhankelijk van de waterstand. Dit is een gevolg van het afsluiten van het Haringvliet in het kader van de Deltawerken. Sindsdien stroomt soms, maar lang niet altijd, weer Maaswater door de Oude Maas.
De Oude Maas is vanouds een belangrijk centrum van de biezencultuur.

## Plaatsen aan de Oude Maas
- Dordrecht
- Zwijndrecht
- Puttershoek
- Heerjansdam
- Barendrecht
- Heinenoord
- Oud-Beijerland
- Rhoon
- Poortugaal
- Hoogvliet
- Spijkenisse

## Oeververbindingen
Met de stroom mee zijn er de volgende oeververbindingen.

(T=tunnel, B=brug en V=veerboot of pont. Cursief: voormalig)
| Nr.: | Naam:                   | Soort:                                             | Traject:                                                             | Afbeelding: |
| ---- | ----------------------- | -------------------------------------------------- | -------------------------------------------------------------------- | ----------- |
| V    | Waterbus                | fiets- en voetveer                                 | Waterbus lijn 24 Dordrecht Merwekade - Zwijndrecht Veerplein         |             |
| V    | Waterbus                | fiets- en voetveer                                 | Waterbus lijn 21 Dordrecht Hooikade - Zwijndrecht Veerplein          |             |
| B    | Spoorbrug Dordrecht     | spoorbrug (hefbrug/vakwerkbrug)                    | Dordrecht - Rotterdam (Staatslijn I)                                 |             |
| B    | Stadsbrug Zwijndrecht   | verkeersbrug (basculebrug/vakwerkbrug)             | Zwijndrecht - Dordrecht (Brugweg/Hugo de Grootlaan)                  |             |
| T    | Drechttunnel            | verkeerstunnel                                     | Rotterdam - Breda                                                    |             |
| T    | Tunnel Oude Maas        | spoortunnel                                        | Rotterdam - Antwerpen (HSL-zuid)                                     |             |
| V    | Veer Puttershoek        | fiets- en voetveer                                 | Puttershoek - Zwijndrecht Groote Lindt                               |             |
| B    | Barendrechtse brug      | verkeersbrug (draaibrug/hefbrug)                   | Gesloopt in 1969                                                     |             |
| T    | Tweede Heinenoordtunnel | fiets- en voetgangerstunnel en voor lokaal verkeer | Heinenoord - Barendrecht                                             |             |
| T    | Heinenoordtunnel        | verkeerstunnel                                     | Rotterdam - Willemstad                                               |             |
| T    | Servicetunnel Oude Maas | pijpleidingen                                      | Buisleidingenstraat Rotterdam - Antwerpen (geen vrije toegang)       |             |
| V    | Rhoonsveer              | fiets- en voetveer                                 | Rhoon - Oud-Beijerland                                               |             |
| B    | Spijkenissebrug         | verkeersbrug (vakwerkbrug/hefbrug)                 | Spijkenisse - Hoogvliet (Groene Kruisweg)                            |             |
| T    | Metrotunnel             | Metro                                              | Metrolijn Centraal Station - De Akkers Metrolijn De Terp - De Akkers |             |
| T    | Botlektunnel            | verkeerstunnel                                     | Maasvlakte - Nijmegen                                                |             |
| B    | Botlekbrug              | verkeersbrug spoorbrug (hefbrug)                   | Botlek - Hoogvliet Maasvlakte - Kijfhoek (Havenspoorlijn)            |             |
| T    | Botlekspoortunnel       | spoortunnel                                        | Maasvlakte - Zevenaar (Betuweroute)                                  |             |

## Natura 2000

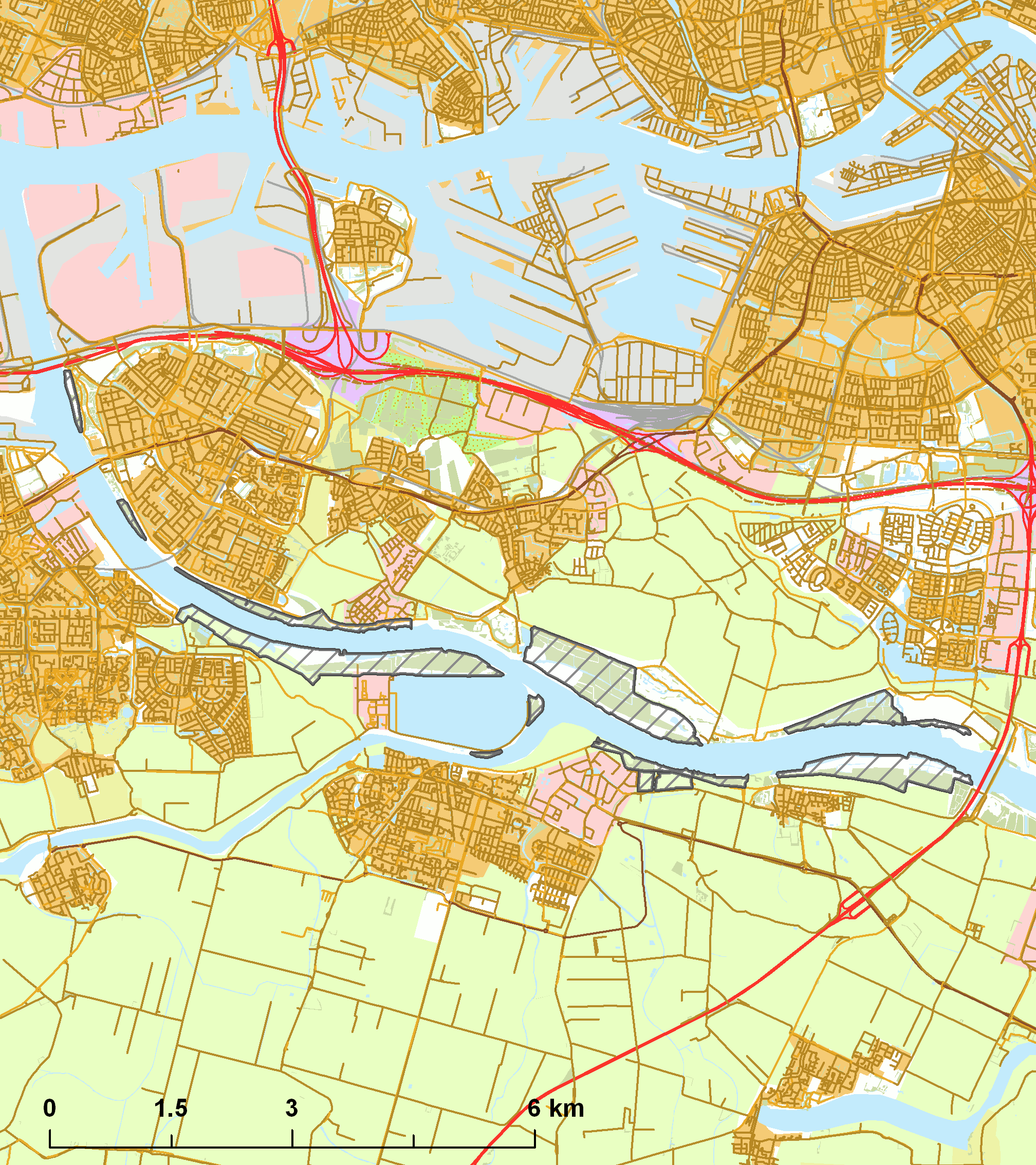
Natura 2000 gebied

Een gebied met een oppervlakte van 474 hectare is aangemerkt als Natura 2000-gebied (het enig overgebleven zoetwatergetijdengebied in Nederland) onder de naam Oude Maas, met gebiedsnummer 108. Dit gedeelte is gelegen in de gemeenten Albrandswaard, Barendrecht, Hoeksche Waard en Rotterdam.